# Policie Hamburk
Policie Hamburk (v německém originále Notruf Hafenkante) je německý kriminální televizní seriál, který se odehrává v Hamburku a vypráví o každodenním životě policistů a lékařů. Děj probíhá tak, že obě oblasti spolupracují na řešení případů. Policejní šéf Martin Berger a jeho tým vedou vyšetřování, zatímco jeho neteř Jasmina Jonas a její kolegové poskytují zdravotní péči. Producentem seriálu je Studio Hamburg.

## Herci

### Postavy (v současné době)
| Představitel/ka       | Postava                   | PK 21/ EKH                      | Roky účinkování | Série       | Počet epizod |
| --------------------- | ------------------------- | ------------------------------- | --------------- | ----------- | ------------ |
| Sanna Englund         | Melanie „Melli“ Hansen    | Vrchní komisařka                | 2006–           | 1–          | 187+         |
| Rhea Harder-Vennewald | Franziska „Franzi“ Jung   | Policistka                      | 2006–           | 1–          | 173+         |
| Harald Maack          | Jörn „Wolle“ Wollenberger | Policejní Komisař               | 2006–           | 1 (ep. 2) – | 186+         |
| Matthias Schloo       | Mattes Seeler             | Policista                       | 2009–           | 4 (ep.7) –  | 111+         |
| Janette Rauch         | Claudia Fischer           | Policistka                      | 2010–           | 5 (ep. 17)– | 75+          |
| Serhat Cokgezen       | Tarik Coban               | Policista                       | 2010–           | 5 (ep. 17)– | 75+          |
| Hannes Hellmann       | Wolf Haller               | Policejní šéf týmu              | 2013–           | 8 (ep. 7) – | 4+           |
| Fabian Harloff        | Dr. Philip Haase          | Ambulance a sanitka jako doktor | 2006–           | 1–          | 187+         |
| Gerit Kling           | Dr. Jasmin Jonas          | Vedoucí lékařka na pohotovosti  | 2007–           | 2 (ep. 7) – | 161+         |
| Manuela Wisbeck       | Frauke Prinz              | Zdravotní sestra                | 2009–           | 4 (ep. 12)– | 106+         |

### Postavy (bývalé)
| Představitel/ka    | Postava              | PK 21/ EKH                                                                     | Roky účinkování | Série                    | Počet epizod | Důvod odchodu                               |
| ------------------ | -------------------- | ------------------------------------------------------------------------------ | --------------- | ------------------------ | ------------ | ------------------------------------------- |
| Thomas Scharff     | Nils Meermann        | Vrchní policista                                                               | 2006–2007       | 1–2                      | 47           | byl přeložen do Porýní                      |
| Frank Vockroth     | Boje Thomforde       | Policista                                                                      | 2006–2008       | 1–3 (ep. 12)             | 59           | šel do programu na ochranu svědků           |
| Markus Knüfken     | Kai Norden           | Policista                                                                      | 2008–2009       | 3–4 (ep. 6)              | 31           | doprovází svou matku na cestě kolem světa   |
| Christian Tramitz  | Peter Leitl          | Vrchní policista (z Mnichova, v rámci výměnného programu)+ zástup za Henninga. | 2009            | 4 (ep. 14 až 19)         | 6            | ukončení výměnného programu                 |
| Wolke Hegenbarth   | Jule Schmitt         | Policistka (zástup za Franzi během její mateřské dovolené)                     | 2010            | 5 (ep.5 až 13)           | 9            | ukončení praxe + konec zástupu              |
| Uwe Fellensiek     | Henning Storm        | Vrchní policista                                                               | 2008–2010       | 3 (ep. 13) – 5 (ep. 13)  | 47           | byl přeložen                                |
| Christoph M. Ohrt  | Mark Grüning         | Zastupující šéf komisař (zastupuje šéfa Berger)                                | 2012            | 7 (ep. 15 až 18)         | 4            | konec zástupu                               |
| Peer Jäger         | Martin Berger        | Policejní šéf                                                                  | 2006–2013       | 1–8 (ep. 6)              | 183          | odešel do důchodu                           |
| Minh-Khai Phan-Thi | Alexa Seifart        | Policistka (zástup za Franzi během její mateřské dovolené)                     | 2015            | 9 (ep. 24) – 10 (ep. 9)  | 13           | ukončení praxe + konec zástupu              |
| André Willmund     | Malte Ohlsen         | Zdravotník                                                                     | 2006–2007       | 1–2 (ep. 6)              | 28           | odjíždí do Afriky                           |
| Marie-Lou Sellem   | Dr. Anna Jacobi †    | Asistentka lékaře / pohotovostní lékařka                                       | 2006–2007       | 1–2 (ep. 10)             | 32           | zemřela při autonehodě                      |
| Maike Bollow       | Dr. Juliane Dietrich | Vedoucí lékařka                                                                | 2006–2007       | 1–2                      | 47           | odchod z NKH                                |
| Balder Beyer       | Arne Lübbe           | Zdravotník                                                                     | 2007            | 2 (ep. 11 až 25)         | 15           | Odchod z NKH                                |
| Dennenesch Zoudé   | Dr. Helen Anneza     | Nouzová lékařka a anestezioložka                                               | 2012            | 7 (ep. 23 až 27)         | 5            | konec jejího vztahu s Melanií+ odchod z NKH |
| Bruno F. Apitz     | Hans Moor            | Vrchní komisař                                                                 | 2010–2020       | 5 (ep. 14) – 15 (ep. 14) | 192          | V programu na ochranu svědků.               |